# 艾弗德
艾弗德·里斯貝（英語：Alfrid Lickspittle），是奇幻史詩電影《哈比人電影系列》中的角色，由萊恩·蓋奇飾演。在電影劇情中他是長湖鎮的一個人類，為鎮長的副手。

## 人物生平
在《哈比人：荒谷惡龍》裡，作為長湖鎮鎮長副官的艾弗德試圖阻止巴德將裝滿魚的酒桶運入長湖鎮，並在之後向鎮長通報巴德的反叛態度。後來，在巴德欲前往塔樓發射黑箭時，艾弗德和鎮長一起將巴德逮捕。
《哈比人：五軍之戰》序幕，惡龍史矛革向長湖鎮動攻擊，艾弗德和鎮長乘著載滿黃金的大船試圖逃走，途中他被貪心的鎮長推下船。之後巴德射殺惡龍，鎮長也死去了；僥倖逃生的艾弗德狼狽逃上岸，長湖鎮災民揭發了他的惡行，使他差一點就被眾人殺死，但巴德出面救下了他，且寬宏大量地讓他跟眾人共同前往孤山。在河谷鎮營地裡，艾弗德並沒有作好他負責守望的工作，還把巫師甘道夫認作是流浪漢。隨即，五軍之戰爆發時，艾弗德顯露出他膽小怯弱、貪婪自私的本性，穿上女人的服裝並帶著一筆錢落跑，躲在一個吊帶投石機裡；當附近一隻食人妖在攻擊甘道夫時，艾佛德在恐懼中無意啟動彈射器，將自己射入該食人妖口中，雙雙窒息死去。

## 創作與發展
在J·R·R·托爾金的原著小說中並沒有艾弗德這個角色，僅於《哈比人》第十章提及長湖鎮鎮長有個「顧問」；而製片人彼得·傑克森覺得電影裡長湖鎮鎮長應該有個與之互動的角色，便據此創作出艾弗德的角色。艾弗德有點類似於《魔戒》中的葛力馬·巧言，他性格貪婪、自私、懦弱、傲慢；與鎮長之間也是相互利用的關係。
最初萊恩·蓋奇是為飾演德羅哥·巴金斯的角色試鏡，但後來被改而獲選飾演艾弗德。
編劇法蘭·華許認為艾弗德的形象應該要醜陋、令人反感，化妝部門最終讓這個角色看上去像是有粉刺、眉毛連成一線、還有噁心的大牙。傑克森還曾安排了一段兩名長湖鎮婦女向艾弗德丟擲雞蛋的場景，但後來該場景因被刪掉而沒出現在電影裡。
艾弗德死亡的片段在《哈比人：五軍之戰》的電影院線版本中被剪掉，只出現在加長版DVD裡。

## 外部連結
- 互联网电影数据库上艾弗德的资料（英文）
- 艾弗德 （页面存档备份，存于）在Tolkien Gateway上的條目（英文）